# Haschbach am Remigiusberg
Haschbach am Remigiusberg ist eine Ortsgemeinde im Landkreis Kusel in Rheinland-Pfalz. Sie gehört der Verbandsgemeinde Kusel-Altenglan an. Haschbach wird allgemein als das kulturelle Zentrum des Remigiuslandes angesehen.

## Geographie
Haschbach liegt in der Westpfalz nordwestlich zu Füßen des Remigiusbergs. Östlich von diesem fließt der Glan. Im Westen des Gemeindegebiets entspringt der namensgebende Haschbach, der in die östliche Richtung mitten durch den Ort verläuft. Geologisch dominiert vor Ort die sogenannte Remigiusberg-Formation.

## Geschichte
Der Ort wurde im Jahr 1149 als Habbach erstmals urkundlich erwähnt.
Von 1798 bis 1814, als die Pfalz Teil der Französischen Republik (bis 1804) und anschließend Teil des Napoleonischen Kaiserreichs war, war der Ort in den Kanton Waldmohr im Departement Donnersberg eingegliedert. Aufgrund der auf dem Wiener Kongress getroffenen Vereinbarungen kam das Gebiet im Juni 1815 zunächst zu Österreich und wurde 1816 auf der Grundlage eines Staatsvertrags an das Königreich Bayern abgetreten. Unter der bayerischen Verwaltung gehörte Hasbach – so der damalige Name – von 1817 an zum Landkommissariat Homburg im Rheinkreis, das 1862 in ein Bezirksamt umgewandelt wurde.
Da ein Teil des Bezirksamts – einschließlich Homburg selbst – 1920 dem neu geschaffenen Saargebiet zugeschlagen wurde, wechselte der Ort ins Bezirksamt Kusel eingegliedert und von einer in Waldmohr ansässigen Bezirksamtsaußenstelle verwaltet. 1939 wurde der Ort in den Landkreis Kusel eingegliedert.
Nach dem Zweiten Weltkrieg wurde Haschbach innerhalb der französischen Besatzungszone Teil des damals neu gebildeten Landes Rheinland-Pfalz. 1959 wurde der Ortsnamen nach einem Antrag des Gemeinderats vom rheinland-pfälzischen Innenministerium offiziell auf Haschbach am Remigiusberg erweitert, um Verwechslungen mit dem nahegelegenen Haschbach am Glan zu vermeiden. Im Zuge der ersten rheinland-pfälzischen Verwaltungsreform wurde der Ort 1971 in die neu geschaffene Verbandsgemeinde Kusel eingegliedert. Seit 2018 gehört Haschbach am remigiusberg zur Verbandsgemeinde Kusel-Altenglan.

## Religion
Auf dem Remigiusberg befand sich einst die Propstei St. Remigius.

## Politik

### Bürgermeister
Raphael Staudt wurde 2024 Ortsbürgermeister von Haschbach am Remigiusberg.
Sein Vorgänger war Klaus Schubinski seit Juli 2014. Bei der Direktwahl am 26. Mai 2019 wurde er für weitere fünf Jahre in seinem Amt bestätigt.
Schubinskis Vorgänger war Willi Daub.

### Wappen
| Wappen von Haschbach am Remigiusberg | Blasonierung: „Von Blau und Silber geviert, oben links eine silberne Kirche mit gotischem Schiff und romanischem Turm mit barocker Haube, oben rechts ein rotbewehrter und -bezungter Löwe, unten links eine doppeltürmige, blaue Zinnenburg mit Tor und unten rechts ein silberner Fels.“ |
| Wappen von Haschbach am Remigiusberg | Es wurde 1978 von der Bezirksregierung Neustadt verliehen. |

## Kultur und Sehenswürdigkeiten

### Kulturdenkmäler

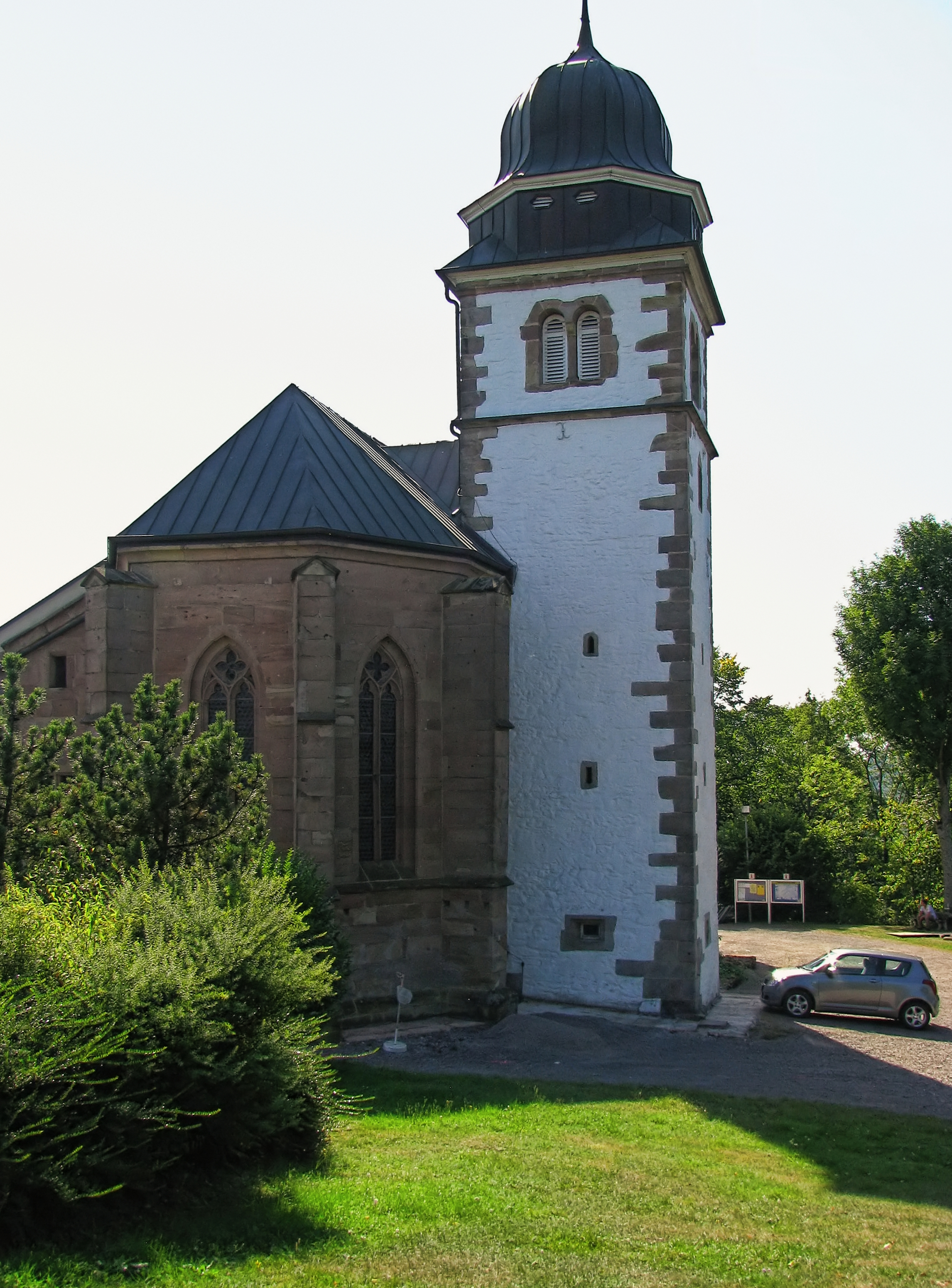
Denkmalgeschützte Propsteikirche St. Remigius

Die Ruine der Michelsburg ist als Denkmalzone ausgewiesen.
Hinzu kommen insgesamt vier Einzelobjekte, die unter Denkmalschutz stehen, darunter die auf dem Remigiusberg befindliche Propsteikirche St. Remigius.

### Natur
Einziges Naturdenkmal innerhalb des Gemeindegebiets ist die sogenannte Hubertuseiche.

## Wirtschaft und Infrastruktur

### Verkehr
Mitten durch die Gemeinde führt die Landesstraße 362. Von ihr zweigen die Kreisstraße 17 nach Schellweiler und die Kreisstraße 21 nach Rammelsbach ab. Die Kreisstraße 69 führt auf den Remigiusberg hinauf. Im Südwesten verläuft die A 62. Nördlich in der nahen Kreisstadt Kusel befindet sich ein Bahnhof der Bahnstrecke Landstuhl–Kusel ebenso wie in Theisbergstegen.

### Tourismus
Durch den Norden der Gemarkung führt außerdem der mit einem roten Kreuz markierte Fernwanderweg Franken-Hessen-Kurpfalz.

## Söhne und Töchter der Gemeinde
- Graf Friedrich I. von Veldenz († 1327), residierte auf der Michelsburg und ist in der Propsteikirche St. Remigius bestattet
- Georg Gustav (1564–1634), Pfalzgraf von Veldenz